# Al-Badhan
al-Badhan, en arabe : الباذان, est un village du gouvernorat de Naplouse en Palestine,  situé à 7 km au nord-est de Naplouse, au centre de la Cisjordanie.
Selon le recensement du bureau central palestinien des statistiques, la localité compte une population de 3 171 habitants en 2017.